# Giáo hoàng Innôcentê V
Innôcentê V (Latinh: Innocens V) là vị Giáo hoàng thứ 185 của giáo hội công giáo. Ông đã được giáo hội suy tôn lên hàng chân phước sau khi qua đời.
Theo niên giám tòa thánh năm 1806 thì ông đắc cử Giáo hoàng năm 1276 và ở ngôi Giáo hoàng trong 5 tháng 2 ngày. Niên giám tòa thánh năm 2003 xác định ông đắc cử Giáo hoàng ngày 25 tháng 10 năm 1241, ngày khai mạc chức vụ mục tử đoàn chiên chúa là ngày 28 tháng 10 và ngày kết thúc triều đại của ông là ngày 10 tháng 11 năm 1241.

## Trước khi thành giáo hoàng
Innocent V sinh tại một làng nhỏ của Sutron, Savoy. Ông vào dòng Đôminicô ở tuổi 16. Ông học thần học tại Sorbonne, nơi mà sau đó ông trở thành giáo sư.
Danh tiếng của ông lớn đến nỗi ông đạt được tước hiệu "doctor famosissimus" ("người danh tiếng nhất trong các tiến sĩ"). Sau khi đã chiếm chức giám tỉnh, năm 1272 ông được bổ nhiệm làm Tổng Giám mục Lyon và trở thành giáo trưởng Gallô. Năm 1273, ông được thăng lên hồng y Giám mục Ostia. Ông đóng một vai trò quan trọng ở công đồng Lyon II và đọc bài điếu văn thánh Bônaventura.

## Giáo hoàng
Ngày 21 tháng 1 năm 1276, ông được bầu làm Giáo hoàng lấy tên là Innocens V. Ông đã rửa tội cho ba sứ giả do Khan đại đế cử đến và đưa Kitô giáo đến tận nước Mông Cổ.
Ông bảo vệ các dòng tu và hối thúc họ nghiêm ngặt giữ luật dòng. Ông đã để lại nhiều chuyên luận thần học và giáo luật; và bốn chuyên luật triết học: De unitate formae (về tính thống nhất của mô thể), De materia coeli (Về chất thể của trời), De aeternitate mundi (về sự vĩnh cửu của thế giới), De intellectu et voluntate (về trí tuệ và ý chí).
Năm tháng sau khi được bầu, ông qua đời. 
Sự thánh thiện của ông được công chúng nhìn nhận và gọi ông là "chân phước". Ông được Giáo hoàng Lêô XIII phong chân phước.